# Avon (Maine)
Avon város az USA Maine államában, Franklin megyében. Lakosainak száma 450 fő (2020. április 1.).

## Népesség
A település népességének változása:

| 2010 | 461 |
| 2020 | 450 |